# Sarah Inglis
Sarah Inglis (28 de agosto de 1991) es una deportista de Reino Unido que compite en atletismo. Ganó una medalla de bronce en el Campeonato Europeo de Atletismo por Equipos de 2019, en la prueba de 5000 m.